# Königreich Wogdgo

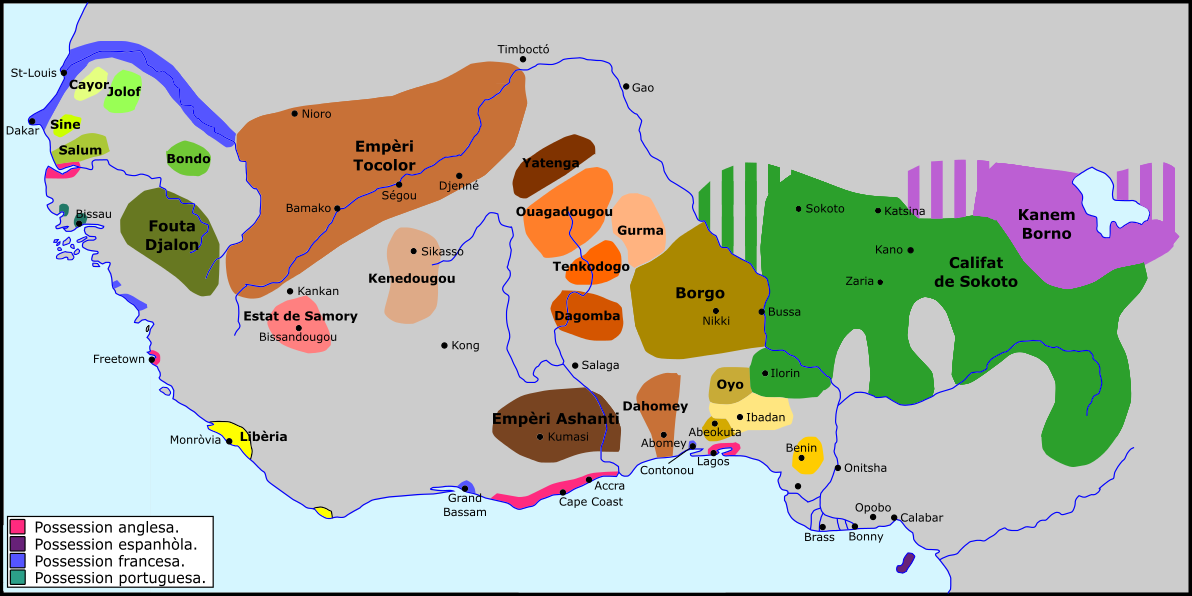
Westafrika um 1875. Königreich Wodgdo („Ouagadougou“) etwa in der Mitte.

Wogdgo (auch Wogodogo, Wagadugu) war ein Moose-Königreich am Nakambé (Weißen Volta) in Westafrika auf dem Gebiet des heutigen Burkina Faso und bezeichnet bis heute die noch herrschende Dynastie ihrer Kaiser („Mogho Naaba“). Sein kultureller und politischer Mittelpunkt war die Stadt Ouagadougou. Wogdgo nahm in der Spätzeit unter den Moose-Königreichen eine Sonderstellung ein, weshalb die anderen Königreiche teilweise auch als Provinzen Wogdgos gesehen wurden. Sie waren jedoch politisch unabhängig, Wogdgo hatte allerdings aber unter ihnen eine Vormachtstellung.
Es wurde in den 1890er Jahren durch Frankreich erobert und ging 1919 in der Kolonie Obervolta auf.
Die Herrscherdynastie Wogdgos besteht bis heute, hat jedoch seit Ende des 19. Jahrhunderts keine direkte politische Macht mehr, ist aber eine wichtige geistige und moralische Autorität in der Region. Amtierender Mogho Naaba ist Baongo II.

## Geschichte
Wagadugu wurde etwa im 12. Jahrhundert von Oubri gegründet und als hierarchisch aufgebauter Staat von einem Kaiser, dem Mogho Naaba, regiert. Der Legende nach hatte Oubri 333 Kinder, die jeweils ein zu Wagadugu gehörendes Fürstentum bekamen. Bei der Ankunft der Franzosen Ende des 19. Jahrhunderts bestanden jedoch nur vier davon.
Dem Mogho Naaba unterstanden fünf „Gouverneure“, denen jeweils eine Provinz zugeteilt war: einer in der Funktion eines Verwalters, ein weiterer als Chef über die Eunuchen, der Dritte als Anführer der Infanterie, der Vierte als Führer der Kavallerie und der Fünfte als Hüter der königlichen Grabstätten. Diese hatten ihren Sitz jeweils in einem Dorf um Ouagadougou herum, so zum Beispiel der Goung-Naaba (Chef der Kavallerie) in Gounghin. Des Weiteren bestand ein aus 15 Mitgliedern bestehender Ministerialrat.
Die Bewohner des Reiches lebten als Bauern und Viehzüchter und konnten sich größtenteils ihre traditionelle Religion gegen den sich ausbreitenden Islam bewahren.
Das Reich wurde 1896 von französischen Truppen in blutigem Kampf erobert und dem französischen Kolonialreich angegliedert. Heute residiert der Mogho Naaba als spiritueller Führer der Mossi in seinem Palast in der burkinischen Hauptstadt Ouagadougou, seit 1982 ist dies Naaba Baongo II.